# Lun Lun
Lun Lun (chinois : 伦伦) est un panda géant femelle de 110 kg du zoo d'Atlanta, né le 25 août 1997 au centre de recherche sur le Panda géant de Chengdu, en Chine. 
Son nom d'origine, Hua Hua, fut changé en Lun Lun par son sponsor, la rock star taïwanaise Tarcy Su (en).
Le 6 septembre 2006, à 16 h 51, Lun Lun et son compagnon Yang Yang devinrent parents d'un petit mâle, nommé Mei Lan, qui a fait ses débuts au grand public au début de 2007. Le 30 août 2008 à 22 h 10, elle donne naissance à un deuxième petit, également un mâle, nommé Xi Lan,. Le 3 novembre 2010 à 5 h 39, Lun Lun donne naissance à son troisième petit, Po, que l'on croit être un mâle,.
Le 15 juillet 2013, Lun Lun donna naissance à sa première paire de jumeaux, Mei Lun et Mei Huan, tous deux initialement identifiés comme des mâles. En décembre, des examens préliminaires sur Xi Lan et Po — alors qu'ils se préparaient à retourner à Chengdu — indiquèrent que Po aurait pu être mal sexué. Le zoo effectua donc des tests ADN sur plusieurs progénitures. Le 13 décembre 2013, le zoo d'Atlanta rapporte que Po, Mei Lun et Mei Huan étaient toutes des femelles. Dès l'été 2014, Lun Lun a mis bas deux mâles et trois femelles.
Lun Lun donna naissance à sa deuxième portée de jumeaux le 3 septembre 2016 au zoo d'Atlanta. Le premier petit est né à 07 h 20  et le deuxième à 08 h 07 EST. Ils furent nommés Xi Lun et Ya Lun.